# Richard Gilmour
Richard Gilmour (Dumbarton, 28 settembre 1824 – St. Augustine, 13 aprile 1891) è stato un vescovo cattolico scozzese naturalizzato statunitense.

## Biografia
Richard Gilmour nacque a Dumbarton, in Scozia, il 28 settembre 1824 da John Gilmour e Marian (nata Callander) due presbiteriani riformati. Nel 1829 si trasferì con i suoi genitori in Nuova Scozia e in seguito si stabilì vicino a Latrobe, Pennsylvania.

### Formazione e ministero sacerdotale
Ricevette un'educazione classica a Filadelfia, città in cui conobbe il reverendo Patrick Rafferty, parroco della parrocchia cattolica di San Francesco Saverio.
La sua amicizia con Rafferty alla fine lo portò a convertirsi al cattolicesimo il 15 agosto 1844. Presto decise di entrare in seminario. Nel 1846 fu ammesso al seminario "Mount St. Mary" di Emmitsburg, in Maryland. In seminario fu, ancora studente, prefetto dei collegiali e professore di matematica dal 1847. Nel 1848 conseguì un Master of Arts.
Il 30 agosto 1852 fu ordinato presbitero per l'arcidiocesi di Cincinnati da monsignor John Baptist Purcell. In seguito fu parroco a Portsmouth svolgendo anche attività missionaria a Ironton, Gallipolis, Vinton e Wilkesville. Nel 1857 succedette al reverendo James Frederick Wood come parroco di San Patrizio a Cincinnati nella quale eresse una scuola parrocchiale. Per un breve periodo, dal 1868 all'anno successivo, fu professore al seminario "Mount St. Mary's West" prima di essere nominato parroco di San Giuseppe a Dayton.

### Ministero episcopale
Il 15 febbraio 1872 papa Pio IX lo nominò vescovo di Cleveland. Ricevette l'ordinazione episcopale il 14 aprile successivo nella cattedrale di San Pietro in Vincoli a Cincinnati dall'arcivescovo metropolita di Cincinnati John Baptist Purcell, co-consacranti il vescovo di Covington Augustus Maria Bernard Anthony John Gebhard Toebbe e quello di Detroit Caspar Henry Borgess.
Nel 1874 fondò il giornale The Catholic Universe e si oppose con successo ai tentativi del revisore dei conti della contea di Cuyahoga di tassare le chiese e le scuole cattoliche. Diffidava anche del sistema scolastico pubblico. Fondò l'asilo e la casa di maternità "Sant'Anna", il St. Michael Hospital  e il St. John Hospital.
Nel marzo del 1891 si recò in Florida per problemi di salute e morì a St. Augustine il 13 aprile successivo all'età di 66 anni. È sepolto nella cripta della cattedrale di San Giovanni Evangelista a Cleveland.
Gli è intitolata la Gilmour Academy di Gates Mills, in Ohio.

## Genealogia episcopale
La genealogia episcopale è:
- Cardinale Scipione Rebiba
- Cardinale Giulio Antonio Santori
- Cardinale Girolamo Bernerio, O.P.
- Arcivescovo Galeazzo Sanvitale
- Cardinale Ludovico Ludovisi
- Cardinale Luigi Caetani
- Cardinale Ulderico Carpegna
- Cardinale Paluzzo Paluzzi Altieri degli Albertoni
- Cardinale Gaspare Carpegna
- Cardinale Fabrizio Paolucci
- Cardinale Francesco Barberini
- Cardinale Annibale Albani
- Cardinale Federico Marcello Lante Montefeltro della Rovere
- Vescovo Charles Walmesley, O.S.B.
- Arcivescovo John Carroll, S.I.
- Vescovo Benedict Joseph Flaget, P.S.S.
- Arcivescovo James Whitfield
- Arcivescovo John Baptist Purcell
- Vescovo Richard Gilmour